# Морејска хроника
Морејска хроника (грчки: Τὸ χρονικὸν τοῦ Μορέως) је историјски текст из 14. века, сачуван у четири верзије: на француском, грчком, италијанском и арагонском језику. У више од 9000 строфа, Хроника описује догађаје везане за успостављање француске власти у континенталној Грчкој. Западноевропски крсташи населили су се на Пелопонезу (тада Мореји) након Четвртог крсташког рата. Период који обухвата хроника је период од 1204. до 1292. године (или касније, у зависности од верзије). 

## Сачувани преписи
Једино је грчки текст Морејске хронике писан у стиху. Француски, италијански и арагонски текстови написани су у прози. Грчки текст писан је у стиховима од по 15 слогова. Стихови се не римују, написани су у стилу тадашњег грчкој говорног језика, уз коришћење неколико француских речи. Постоје два грчка текста: 1) Ms Havniensis 57 (14-15. век, у Копенхагену, 9219 стихова; блиско повезан са овим текстом је и текст Ms Taurinensis B.II.I, блблиотека у Торину), 2) Ms Parisinus graecus 2898 (15-16. век, Национална библиотека Француске, Париз, 8191 стихова, од кога су сачуване и две копије). Најстарији текст је она пронађен у Копенхагену, чији је језик архаичнији. Париски, новији текст је једноставнији и има мање страних речи. Преписивач је изоставио неколико антигрчких стихова. 
Француски текст чува се у Краљевској библиотеци Белгије, под бројем 15702. Познат је као "Књига освајања Цариграда и Царства Романије и Кнежевине Мореје". Информације у француском тексту сежу до 1304. године. Италијански текст, Cronaca di Morea, сажетак је који је настао касније од претходних текстова и садржи неколико текстова. Извор му је био грчки рукопис који се чува у Торину. Арагонски текст, Libro de los fechos et conquistas del principado de la Morea, састављен је крајем 14. века, тачније 1393. године, од грчке верзије и других, каснијих извора, на захтев Великог мајстора Хоспиталаца, Хуана Фернандеза де Хередије. Обухвата догађаје до 1393. године. 

## Оригинал и аутор
Изгледа да је оригинални текст Морејске хронике изгубљен. Аутор је био Француз, рођен у Краљевини Француској или у Грчкој. Изражава дивљење крсташима и презире локално становништво и Римско (Византијско) царство. Упркос одређеним историјским нетачностима које су садржане у тексту Хронике, она има велику историјску вредност. Бројни закони и обичаји Кнежевине Ахаје спомињу се у Хроници, што је чини једним од најзначајнијих извора француске власти у Грчкој. Писана је на средњовековном грчком језику. Прво издање Морејске хронике објављено је 1840. године од стране Ј. А. Бушона, по грчком тексту из Париза. Бушон је књигу назвао: "Βιβλιον της κουγκεστας του Μωραιως" (Књига освајања Мореје). Друго издање Морејске хронике објавио је такође Бушон, 1845. године. То је издање текста из Копенхагена. Џон Смит је 1889. године објавио оба текста. 